# Blaukronennymphe
Die Blaukronennymphe oder Veilchenkopfnymphe (Thalurania glaucopis) ist eine Vogelart aus der Familie der Kolibris (Trochilidae), die in Brasilien, Paraguay, Uruguay und Argentinien vorkommt. Der Bestand wird von der IUCN als nicht gefährdet (Least Concern) eingeschätzt. Die Art gilt als monotypisch.

## Merkmale

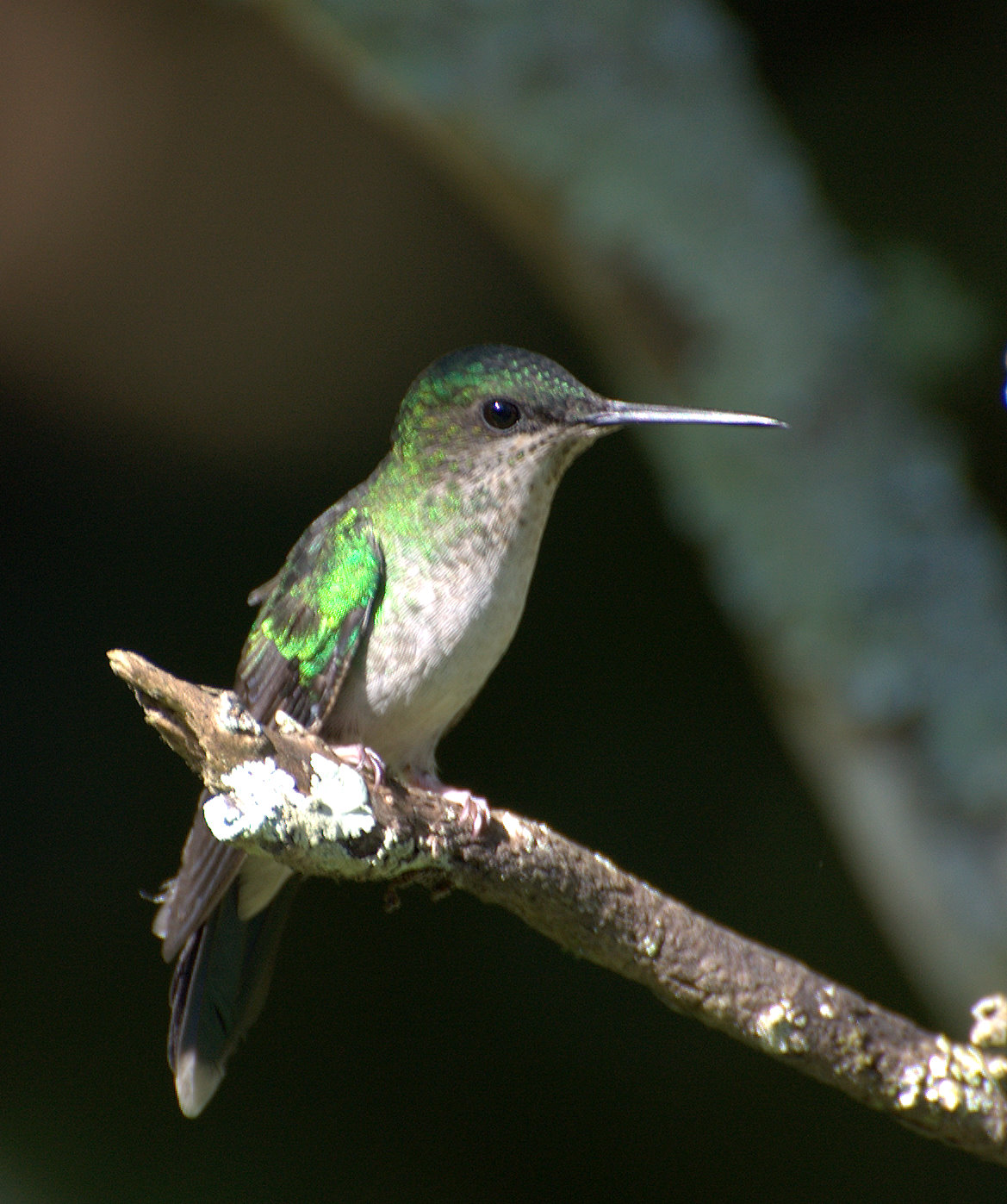
Blaukronennymphe, Weibchen

Die Blaukronennymphe erreicht eine Körperlänge von etwa 8 bis 11 cm, bei einem Gewicht der Männchen von ca. 4,0 bis 6,1 g und der Weibchen von ca. 4,0 bis 5,0 g. Das Männchen hat einen mittellangen schwärzlichen Schnabel, wobei die Spitze des Unterschnabels dunkelbraun ist. Der Oberkopf glitzert violettblau. Die Oberseite ist goldgrün. Die Unterseite glänzt grün. Die Unterschwanzdecken sind grünlich bis bläulich, an der Seite gräulich-braun. Der gegabelte Schwanz ist stahlblau. Dem Weibchen fehlt die markante Färbung des Oberkopfs. Die Unterseite inklusive der Unterschwanzdecken ist schmutzig weiß bis hell gelbbraun. Die inneren Steuerfedern des leicht gegabelten Schwanzes sind metallisch grün, die äußeren Steuerfedern stahlblau mit weißen Spitzen. Noch nicht ganz ausgewachsene Männchen haben einen türkisblauen Oberkopf mit vereinzelten violettblauen Federn. Die Kehlfedern werden am unteren Ende von weißlichen Streifen begrenzt. An der Brust, am Bauch und an den Unterschwanzdecken haben sie gräulich-braun gefärbte Bereiche.

## Verhalten und Ernährung
Die Blaukronennymphe bezieht ihren Nektar von einer breiten Auswahl einheimischer und eingeführter Pflanzen, die vom Unterholz bis in die Baumkronen reichen. In Waldgebieten gehören Epiphyten wie die zu den Bromeliengewächsen gehörende Gattung Vriesea oder die Art Aechmea maculata, Orchideen, Pfeilwurzgewächse,  die zu Marcgraviaceae gehörende Art Schwartzia brasiliensis, Bananengewächse, Passionsblumengewächse, Hülsenfrüchtler der Gattung Dahlstedtia und der Art  Erythrina falcata, Ingwergewächse, Rötegewächse, Wollbaumgewächse, Ritterspornbäume, Strelitziengewächse und Helikonien zu ihren Nektarquellen. In Gärten fliegt sie Malvengewächse der Gattung Hibiskus und Abutilon, Wolfsmilchgewächse der Gattung Poinsettia, Dickblattgewächse der Gattung  Kalanchoe und Hülsenfrüchtler der Gattung Erythrina an. Außerdem gehören verschiedene Baumarten der Gattung der Zitruspflanzen, Anacardium, Dombeya und Eukalypten zu ihren Nektarquellen. Auch kleine Insekten – inklusive  Zweiflüglern und Schmetterlingen – gehören zu ihrer Nahrung. Diese sammelt sie von den Pflanzen oder jagt ihnen nach. Bei einem kontrollierten Versuch an künstlichen Futterstationen wurde festgestellt, dass die Blaukronennymphe Nektar mit mineralhaltigen Zusätzen denen mit vitaminhaltigen Zusätzen vorzieht.

## Lautäußerungen
Der Gesang besteht aus einer monotonen Reihe gleichmäßiger metallischer Tschilplaute, die wie tschip..tschip..tschip.. klingen und in einer Frequenz von ca. 5 bis 10 Tönen pro Sekunde abgegeben werden. Gelegentlich beschleunigt sich die Frequenz der Laute bis zu einem Rasseln. Der Ruf beinhaltet kurze trockene Tschilps, die die Vögel oft in schneller Folge von sich geben oder aus einem trockenen Getriller und Geschnatter im Flug.

## Fortpflanzung
Die Brutsaison dauert von September bis Februar. Das kugelförmige Nest wird aus weicher Pflanzenwolle und Fasern z. B. von Süßgräsern, Rohrkolben, Wollbaumgewächsen und Bromeliengewächsen gebaut. Zur Verkleidung der Außenseite verwenden die Blaukronennymphen Farnschuppen und Flechten. Diese bedecken teils die ganze Außenschicht des Nests. Das Nest platzieren sie an einem horizontalen Ast oder Verzweigungen in Bäumen beispielsweise der Gattung Chusquea in Höhen von 1,5 bis 3,0 Metern über dem Boden. Die zwei etwa 0,5 g schweren weißen Eier sind ca. 12,2 bis 15,0 × 7,8 bis 10,0 mm groß. Die Brutdauer beträgt 15 Tage und die Bebrütung der Eier erfolgt durch das Weibchen. Nach 20 bis 25 Tagen werden die Nestlinge flügge.

## Verbreitung und Lebensraum

Verbreitungsgebiet (grün) der Blaukronennymphe

Die Blaukronennymphe bevorzugt unberührte Wälder, Waldränder und Gestrüpp. Trotzdem sieht man sie auch in vorstädtischen Gegenden mit Parks und Gärten, gelegentlich sogar in Stadtzentren. Sie lebt in Höhenlagen vom Meeresspiegel bis auf 850 Meter.

## Migration
Die Blaukronennymphe gilt als Kurzstreckenwanderer. Auch wenn Uruguay als Verbreitungsgebiet genannt wird, gibt es keine bestätigten Brutaktivitäten in diesem Land. Das Verbreitungsgebiet Richtung Süden ist nicht genau bekannt. Eventuell handelt es sich bei den wenigen Beobachtungen um Irrgäste.

## Etymologie und Forschungsgeschichte
Die Erstbeschreibung der Blaukronennymphe erfolgte 1788 durch Johann Friedrich Gmelin unter dem wissenschaftlichen Namen Trochilus glaucopis. Das Typusexemplar stammt aus Brasilien. John Gould hatte 1848 die Gattung Thalurania für eine Unterart der Schwalbennymphe (Thalurania furcata viridipectus) eingeführt. »Thalurania« leitet sich aus den griechischen Worten »thalos, τηαλοσ« für »Kind, Nachkomme« und »ouranos, οὐρανός« für »Himmel« ab. Das Artepitheton »glaucopis« ist ein griechisches Wortgebilde aus  »glaukos γλαυκός« für »blaugrau, glauk, hellgrün« und »opsis οψις« für »Aussehen, Erscheinung«.
Alfred Laubmann erkannte, dass das Synonyme Rhamphomicron melchtalianur Bertoni, AW, 1901 der erste Nachweis für Paraguay war. »Melchtalianur« ist Arnold von Melchtal gewidmet.